# 黃堂
黃堂（1470年—？），字允升，山東東昌府臨清州人，民籍，明朝政治人物。

## 生平
山東鄉試第十七名舉人。弘治十八年（1505年）中式乙丑科會試第二百十六名，三甲第一百九十二名進士。授中书舍人，正德七年（1512年）九月升太常寺丞，十年正月升太常寺少卿。

## 家族
曾祖黃忠；祖父黃讓；父黃輪，母吳氏；繼母王氏。慈侍下。弟室、寶。